# 관리 (경영)
관리(管理)는 어떤 일의 사무, 시설이나 물건의 유지·개량 따위의 일, 사람을 통제하고 지휘하며 감독, 사람의 몸이나 동식물 따위를 보살피는 일 등을 맡아 처리하는 것을 말하거나 또는 그 일을 하는 사람을 의미한다.

## 참고 자료
- 猪飼隆明 『西郷隆盛 - 西南戦争への道 -』岩波書店、1992年
- 石井 滋 (2015년 3월 25일). “行政機関における雇員制度成立”. 《ソシオサイエンス》 (早稲田大学大学院社会科学研究科) 21: 94–108. ISSN 1345-8116. NCID AN10507232、hdl:2065/45137. 다음 글자 무시됨: ‘和書’ (도움말); |id=에 templatestyles stripmarker가 있음(위치 1) (도움말)
- 「准官心得試補等沿革」JACAR（アジア歴史資料センター）Ref.A15070095100、太政類典・第一編・慶応三年～明治四年・第十五巻・官制・文官職制一（国立公文書館）